# البياضة (ليبيا)
البيّاضة (بتشديد الياء) قرية من قرى الجبل الأخضر في ليبيا تقع على الطريق الساحلي ما بين مدينتي المرج والبيضاء، وتقع إلى الغرب من البيضاء بحوالي 55 كم.
أيام الاحتلال الإيطالي سُميت دانونزيو على اسم غابرييل دانونزيو الشاعر الإيطالي المعروف.